# ۵۰ (میلادی)
۵۰ (میلادی) پنجاهمین سال تقویم میلادی است.

## رویدادها
بر اساس مکان
امپراتوری روم
- کلن به مقام یک شهر ارتقا می‌یابد.

- اوترخت بنیان‌گذاری شد و یک دژ رومی در لیمس در هلند کنونی ساخته شد.
- کلودیوس، نرون را به فرزندی پذیرفت.
- در یهودیه، یک سرباز رومی طوماری از تورات را می‌رباید و می‌سوزاند. حاکم کومانوس سر مجرم را از بدنش جدا می‌کند و بدین ترتیب یهودیان را آرام می‌کند و تقریباً دو دهه شروع شورش آنها را به تأخیر می‌اندازد.[۱]
- در بریتانیا، فرماندار پوبلیوس اوستوریوس اسکاپولا مبارزه خود را علیه سیلورهای سرکش جنوب ولز، که توسط شاهزاده سابق کاتوولا، کاراتاکوس، رهبری می‌شدند، آغاز کرد. لندن (لندینیوم)، اکستر (ایسکا دومنونیوروم)، تریپونتیوم (نزدیک راگبی امروزی) و قلعه ماندوسدوم (نزدیک آترستون امروزی) تأسیس شدند (تاریخ تقریبی).[۲]
- امپراتور روم، کلودیوس، آگریپا دوم را به فرمانداری خالکیس منصوب کرد.[۳]
- رومی‌ها در منطقه لندن، پلی چوبی بر روی رودخانه تیمز ساختند.[۴]

قاره آمریکا
- هرم سن بارتولو تقریباً در همین زمان تکمیل شد.[۵]

بر اساس موضوع
دین
- پولس به فیلیپی، تسالونیکی، ورویا و آتن سفر می‌کند (سفر دوم بشارتی).[۶]
- مسیحیت توسط یکی از مقامات ارشد ملکه جودیت در سراسر نوبیا معرفی می‌شود.
- رساله به رومیان نوشته شده است (تاریخ تقریبی).
- حواریون شورای اورشلیم را برگزار می‌کنند (تاریخ تقریبی).

هنر و علوم
- قهرمان اسکندریه یک توربین بخار اختراع کرد (تاریخ احتمالی).[۷]
- پامفیلوس اسکندرانی یک فرهنگ لغت شاعرانه می‌نویسد.[۸]
- پدانیوس دیوسکوریدس کاربردهای پزشکی گیاهان را در کتاب «د ماتریا مدیکا» شرح می‌دهد.
- دیوژن، جهانگرد یونانی، دریاچه‌های بزرگ آفریقا را کشف می‌کند.
- تمایز بین بیماری‌های مزمن و بیماری‌های حاد توسط تسالوس مطرح شده است.

## زادگان
- تسای لون مخترع چینی کاغذ و فرایند کاغذسازی (درگذشت: ۱۲۱)

## درگذشتگان
- فیلون اسکندرانی، فیلسوف یهودی (زادهٔ حدود ۲۰ پیش از میلاد)

- آبگار پنجم، پادشاه تحت الحمایه روم در اسروئن (تاریخ تقریبی)

- اولوس کورنلیوس سلسوس، نویسنده رومی کتاب «د مدیسینا» (متولد حدود ۲۵ پیش از میلاد)

- گمالئیل مهتر، حاکم یهودی (ناسی) در بابل (تاریخ تقریبی)

- گایوس یولیوس فایدروس، افسانه‌سرای رومی (متولد حدود ۱۵ پیش از میلاد)

- اسکریبونیوس لارگوس، پزشک دربار روم (متولد حدود ۱ میلادی)